# أليخاندرا ساندوفال
أليخاندرا ساندوفال (بالإسبانية: Alejandra Sandoval)‏ ولدت في 23 آب/أغسطس 1980، هي ممثلة كولومبية.

## السيرة الذاتية
ولدت أليخاندرا في مدينة كالي حيث عاشت معظم فترات طفولتهت مع والدتها الوحيدة. وبعد الثانوية التحقت بجامعة يونيفرسيداد دي سان بونافنتوره لدراسة علم النفس.
في عام 2014، كانت تعمل على إلقاء عدة مقطوعات من الرواية القادمة Amor Secreto إلى أن تم إنتاجها من جانب ميغيل دي ليون.

## الحياة الشخصية
لدى أليخاندرا ابنة تدعى فاليريا. وفي آذار/مارس من العام 2015 تزوجت من صديقها منذ فترة طويلة خورخي رايس في حفل خاص عقد في جزيرة مارغاريتا. في أيلول/سبتمبر 2015، أعلن الزوجان أنهم ينتظرون طفلهما الأول. وقد وافق هذا زواج ابنتها الكبرى في عام 2016 وفي نفس الوقت كانت ابنتها الصغرى قد ولدت بالفعل.

## قائمة أعمالها

### الأفلام
| السنة | العنوان            | الدور | ملاحظات                             |
| ----- | ------------------ | ----- | ----------------------------------- |
| 2012  | Todas mías         | ساندي | كان هذا هو أول فيلم رسمي في مسيرتها |
| 2012  | Amante de lo ajeno | آنا   |                                     |
| 2013  | Rosa De Baccara    |       | فيلم قصير                           |

### التلفزيون
| السنة     | العنوان                 | الدور              | ملاحظات              |
| --------- | ----------------------- | ------------------ | -------------------- |
| 2004      | Lona, la heredera       | أليسيا             | دور مكرر             |
| 2005      | Juegos prohibidos       | ساندرا كوبيدس      | دور مكرر             |
| 2007      | بورا سانجر              | لوسيه فالينديا     | دور مكرر             |
| 2008-2009 | Doña Bárbara            | جينوفيفا ساندوفال  | دور مكرر             |
| 2009      | Virano ar Venecia       | ليتيسيا توليدو     | دور مكرر             |
| 2009      | Las muñecas de la mafia | فيوليتا            | دور مكرر             |
| 2010      | Salvador de mujeres     | سوكورو             | دور مكرر             |
| 2011      | Los herederos Del Monte | غوادالوبي ماردونيس | دور مكرر             |
| 2012-2013 | Dulce amargo            | صوفيا هيدالغو      | حصلت على دور البطولة |
| 2015      | Amor secreto            | ايرين غوتيريز      | حصلت علل دور البطولة |
| 2017      | El bienamado            | ميليسا             |                      |

## وصلات خارجية
- أليخاندرا ساندوفال على موقع IMDb (الإنجليزية)